# Irene Fernández Núñez
Irene Fernández Núñez (Boborás, Orense, 14 de abril de 1956) es una periodista española. 
Residió en su infancia en Bilbao, aunque actualmente vive y trabaja en Madrid, donde se ha consagrado como una de las más conocidas representantes del género periodístico.

## Biografía
Licenciada en periodismo, comenzó su actividad en la Cadena SER. 
Más tarde, trabajó durante unos años en La Voz de Galicia, siendo entre 1988 y 1989 Jefe de Prensa de la Delegada del Gobierno en Madrid, entonces Ana Tutor.
Finalmente, tras varios medios de comunicación más, probó suerte en Telemadrid, donde actualmente ha vuelto de reportera al programa Madrid Directo.
Sus primeros contactos con la televisión, medio de comunicación a través del cual ha alcanzado cierta popularidad, se darían en Madrid Directo, del que fuera reportera en su primera etapa. También reportera en Sucedió en Madrid y Territorio Comanche.
En gran medida, su popularidad se debe a su original apariencia y sus innovadores reportajes a pie de calle. 
Irene cosecha el reconocimiento de una audiencia fiel a este tipo de programas y ha sido galardonada con varios premios por su gran labor periodística.

## Premios
El 1 de julio de 1998 recibe de manos de la Reina de España el Premio Reina Sofía por sus más de 150 reportajes de prisiones españolas y su compaginado trabajo en Madrid Directo.
Premio Puente Colgante de Narrativa, en la modalidad de Cuentos.
En el 2011 se celebra la 44.ª edición de los premios la Real Enxebre Orden de la Vieira, donde fue distinguida en la modalidad de Comunicación, galardón que recibieron en su día personajes como Ónega, Luis Mariñas o Borobo.
Son o han sido cofrades de dicha orden también Manuel Fraga, Marcelino Oreja, Camilo José Cela, Torrente Ballester, Raúl Alfonsín, Mario Conde, José María Castellano, Elena Quiroga, Núñez Feijoo, Cándido Conde-Pumpido, Rodríguez Bereijo, Maria Emilia Casas y Carlos Núñez, entre otros.